# 麻生 (栄町)
麻生（あそう）は、千葉県印旛郡栄町の大字。郵便番号270-1504。

## 世帯数と人口
2017年（平成29年）11月1日現在の世帯数と人口は以下の通りである。
| 大字 | 世帯数 | 人口  |
| ---- | ------ | ----- |
| 麻生 | 46世帯 | 125人 |

## 小・中学校の学区
町立小・中学校に通う場合、学区は以下の通りとなる。
| 地域 | 小学校             | 中学校         |
| ---- | ------------------ | -------------- |
| 全域 | 栄町立北辺田小学校 | 栄町立栄中学校 |

## 施設
- 麻生集会所
- 東光院
- 日枝神社

## 交通

### バス
- 栄町循環バス[5]
  - 安食循環ルート[6][7]
    - （酒直） - 25麻生青年館 - 26のの池 - （興津）